# ¡Qué animal!
¡Qué animal! es un programa documental de divulgación científica de La 2 de TVE en el que la bióloga Evelyn Segura viaja por España para descubrir la fauna del territorio. La serie documental empezó su emisión el 14 de mayo de 2017.

## Formato
¡Qué animal! es una serie documental de divulgación científica de La 2 en el que la bióloga Evelyn Segura viaja por los rincones más icónicos de España para desvelar las capacidades más extraordinarias de los animales. Cada episodio está relacionado con una temática, por ejemplo, animales con superpoderes, venenosos, cavernícolas… Segura entrevista a prestigiosos científicos especializados en el tema de cada episodio y realiza sorprendentes experimentos para ilustrar diferentes conceptos que se explican en el programa. 
Segura, con su conocimiento y pasión, acompaña al espectador en una aventura hacia el mundo más desconocido del reino animal. Con un lenguaje ágil y entretenido ¡Qué animal! pretende acercar la ciencia a los espectadores, enseñar y divertir. Es un innovador formato de servicio público, divulgativo, con una propuesta visual muy atractiva para todos los públicos.

## Listado de programas
| Fecha      | Temporada | Capítulo | Título                                        | Invitados                                                                   | Audiencia           | Audiencia |
| Fecha      | Temporada | Capítulo | Título                                        | Invitados                                                                   | N.º de espectadores | %         |
| ---------- | --------- | -------- | --------------------------------------------- | --------------------------------------------------------------------------- | ------------------- | --------- |
| 14/05/2017 | 1         | 1        | Selva de Irati (Navarra)                      | Rafael Amargo (bailaor)                                                     | 227.000             | 1,9%      |
| 21/05/2017 | 1         | 2        | Picos de Europa (Cordillera cantábrica)       | Luis Alberto Hernando (atleta)                                              | 307.000             | 2,3%      |
| 28/05/2017 | 1         | 3        | Islas Medas (Estartit, Gerona)                | Ona Carbonell (nadadora)                                                    | 368.000             | 2,9%      |
| 04/06/2017 | 1         | 4        | Fragas del Eume (La Coruña)                   | Enhamed Enhamed (atleta paralímpico)                                        | 376.000             | 2,8%      |
| 11/06/2017 | 1         | 5        | Desierto de Tabernas (Almería)                | Carme Ruscalleda (chef)                                                     | 394.000             | 3,2%      |
| 18/06/2017 | 1         | 6        | Delta del Ebro (Tarragona)                    | Igor Bychkov (atleta)                                                       | 380.000             | 3,3%      |
| 25/06/2017 | 1         | 7        | Monfragüe (Cáceres)                           | Lluís Llongueras (estilista)                                                | 385.000             | 3,2%      |
| 02/07/2017 | 1         | 8        | Ordesa y el Monte Perdido (Huesca)            | Mónica López (meteoróloga)                                                  | 321.000             | 3,0%      |
| 13/01/2018 | 2         | 1        | Sierra de Guadarrama (Madrid)                 | Rafael Coudray (atleta)                                                     | 496.000             | 3,6%      |
| 20/01/2018 | 2         | 2        | Mallorca (Islas Baleares)                     | Quico Taronjí (periodista)                                                  | 317.000             | 2,5%      |
| 27/01/2018 | 2         | 3        | Bardenas Reales (Navarra)                     | Jorge Blass (ilusionista)                                                   | 466.000             | 3,6%      |
| 03/02/2018 | 2         | 4        | Lagunas del Sur de Córdoba                    | Rafael Aranda (arquitecto)                                                  | 400.000             | 3,0%      |
| 10/02/2018 | 2         | 5        | Arribes del Duero (Zamora y Salamanca)        | Sol Picó (bailarina y coreógrafa)                                           | 372.000             | 2,9%      |
| 17/02/2018 | 1         | 6        | Delta del Ebro (Tarragona)                    | Igor Bychkov (atleta)                                                       | 338.000             | 2,8%      |
| 24/02/2018 | 1         | 7        | Ordesa y el Monte Perdido (Huesca)            | Mónica López (meteoróloga)                                                  | 450.000             | 3,7%      |
| 03/03/2018 | 1         | 8        | Desierto de Tabernas (Almería)                | Carme Ruscalleda (chef)                                                     | 479.000             | 3,7%      |
| 10/03/2018 | 1         | 9        | Monfragüe (Cáceres)                           | Lluís Llongueras (estilista)                                                | 469.000             | 3,7%      |
| 17/03/2018 | 1         | 10       | Picos de Europa (Cordillera cantábrica)       | Luis Alberto Hernando (atleta)                                              | 469.000             | 2,8%      |
| 24/03/2018 | 1         | 11       | Islas Medas Estartit (Gerona)                 | Ona Carbonell (nadadora)                                                    | 503.000             | 3,8%      |
| 31/03/2018 | 1         | 12       | Fragas del Eume La Coruña                     | Enhamed Enhamed (atleta paralímpico)                                        | 254.000             | 2,3%      |
| 07/04/2018 | 1         | 13       | Selva de Irati (Navarra)                      | Rafael Amargo (bailaor)                                                     | 285.000             | 2’3%      |
| 20/10/2018 | 3         | 1        | Tablas de Daimiel (Ciudad Real)               | David Guapo (humorista)                                                     | 314.000             | 2,7%      |
| 27/10/2018 | 3         | 2        | Urdaibai (Vizcaya)                            | Benedetta Tagliabue (arquitecta)                                            | 360.000             | 2,9%      |
| 03/11/2018 | 3         | 3        | Fauna Urbana (Madrid y Barcelona)             | Equipo español de gimnasia rítmica                                          | 276.000             | 2,4%      |
| 10/11/2018 | 3         | 4        | Doñana (Andalucía)                            | Arzak (chef)                                                                | 290.000             | 2,3%      |
| 17/11/2018 | 3         | 5        | Aiguas Tortas y Lago de San Mauricio (Lérida) | Juanito Oiarzabal (alpinista)                                               | 463.000             | 3,9%      |
| 24/11/2018 | 3         | 6        | Montseny (Barcelona)                          | Cristina Lara (atleta)                                                      | 392.000             | 3,3%      |
| 01/12/2018 | 3         | 7        | Teide (Tenerife)                              | Miguel Lozano (apneísta)                                                    | 398.000             | 3,5%      |
| 08/12/2018 | 3         | 8        | Garajonay (La Gomera)                         | Amaral (cantante)                                                           | 334.000             | 2,9%      |
| 15/12/2018 | 3         | 9        | Moncayo (Zaragoza y Soria)                    | Ramoncín (cantante)                                                         | 279.000             | 2,4%      |
| 22/12/2018 | 3         | 10       | Islas Cíes (Pontevedra)                       | Mag Lari (mago)                                                             | 295.000             | 2,4%      |
| 29/12/2018 | 3         | 11       | El Sonido                                     | Carlos Latre (showman)                                                      | 342.000             | 3,0%      |
| 05/10/2019 | 4         | 1        | Superpoderes (Granada)                        | Anna Loramaine (Investigadora en el Instituto Ciencia Materiales Barcelona) | 241.000             | 2,30%     |
| 12/10/2019 | 4         | 2        | Venenosos (Monegros)                          | Meritxell Teixidó (Institut Recerca Biomèdica Barcelona)                    | 254.000             | 2,60%     |
| 19/10/2019 | 4         | 3        | Cavernícolas (El Hierro)                      | Pedro Oromí (Experto mundial en animales cavernícolas)                      | 388.000             | 3,40%     |
| 26/10/2019 | 4         | 4        | Arquitectos (Mérida)                          | Paloma Lozano (Centro Tecnología Biomédica UPM)                             | 306.000             | 3,10%     |
| 02/11/2019 | 4         | 5        | Seductores (Marismas del Ampurdán)            | Laura López Mascaraque (Instituto Cajal Madrid)                             | 310.000             | 2,80%     |
| 09/11/2019 | 4         | 6        | Nocturnos (La Palma)                          | Silvia Fajardo (Bióloga experta en murciélagos)                             | 329.000             | 2,90%     |
| 16/11/2019 | 4         | 7        | Fósiles Vivientes (Málaga)                    | Isaac Casanovas (Instituto Catalán de Paleontología)                        | 406.000             | 3,40%     |

## Premios y reconocimientos
- 2018: Mención de Honor de Divulgación Científica[1] del concurso internacional Ciencia en Acción.
- 2018: Finalista de los Premios Carles Rahola[2] en la categoría de mejor trabajo divulgativo en televisión por el documental sobre las Islas Medas, realizado por Judith Fernández, Agnès Bibiloni y Pere Figuerola.
- 2017: Premio Prismas ‘Casa de las Ciencias’ de divulgación científica[3] en la categoría de vídeo por el documental sobre las Fragas do Eume realizado por Carme Nicolás, Manuel Muñoz y Pere Figuerola.

## Equipo
- Dirección: Judith Fernández Escobar
- Realización: Sergi Castelar, Hortènsia Vélez, Rafael Arenas
- Producción ejecutiva: Irene Marín
- Producción: Lluís Boix, Claudi Farelo
- Asesores científicos: Pere Figuerola, Anabel Herrera, Evelyn Segura
- Presentación: Evelyn Segura
- Guionistas: Pere Figuerola, Anabel Herrera, Evelyn Segura
- Redacción: Carme Nicolás, Cristina Hernández, Antoni Font
- Reporteros gráficos: Xavi Pedro, Juan Baño
- Edición y postproducción: Enric Ferrés, David Escusa
- Ambientación musical: Patricia Carnicero
- Estilismo: Mireia Benet
- Diseñador gráfico: Víctor Sanz